# Megjelenítő írásrendszer
Egy megjelenítő írásrendszerben (egyéb megnevezései jegyalapú írás, vagy fonológiai jellemzőket kódoló írás, angolul: featural writing system) a szimbólumok (például a betűk) alakja az általuk képviselt hangok fonológiai jellemzőit jelenítik meg. Az angol featural kifejezést Geoffrey Sampson vezette be a koreai hangul írás és a Pitman gyorsírás leírására.
Joe Martin vezette be a featural notation kifejezést olyan írásrendszerek leírására, amelyek nem fonémákat, hanem egyedi jellemzőket ábrázoló jeleket tartalmaznak. Azt állítja, hogy „az ábécékben nincsenek olyan szimbólumok, amelyek a fonémánál kisebb dolgokat jelölnének”.
A megjelenítő írás finomabb részleteket ábrázol, mint az ábécé. Itt a jelek nem egész hangokat ábrázolnak, hanem inkább a hangokat alkotó elemeket (jellemzőket), például a hanglejtést vagy a kiejtés helyét. A koreai hangul írásrendszerben a szimbólumok betűjelekké állnak össze, ezek a betűk pedig szótagblokkokkokkba rendeződnek, így a rendszer a fonológiai megjelenítés három szintjét ötvözi.
Egyes tudósok (pl. John DeFrancis) elutasítják ezt az osztályozást, vagy legalábbis a koreai hangul ilyen megjelölését. Más megjelenítő írásrendszerek közé tartoznak a gyorsírások és a hobbi- és szépirodalmi írók (példul a John Ronald Reuel Tolkien által A Gyűrűk Ura világában megalkotott Tengwar) mesterséges írásrendszerei, amelyek közül sokban a fonológiai tulajdonságoknak megfelelő fejlett grafikai minták találhatók. Kimutatták, hogy még a latin írás is rendelkezik "al-betűs jellemzőkkel”.

## Példák megjelenítő írásrendszerekre
Ez egy rövid lista a megjelenítő írásrendszerekre vonatkozó példákkal, a létrehozás időpontja szerint. A nyelvek, amelyekhez az egyes rendszereket kifejlesztették, szintén szerepelnek.

### 15. század
- Hangul – koreai nyelv[1]

### 19. század
- Kanadai őslakos szótagírás – számos algonkin, eszkimó-aleut és Atapaszka nyelv számára
- Gregg gyorsírás – sok nyelv számára különböző nyelvcsaládokból
- Duployan-gyorsírás – eredetileg francia, később angol, német, spanyol, román, csinok zsargon és más nyelv számára.
- Látható beszéd (fonetikus írás) – nincs konkrét nyelv. A siketek megsegítésére és a helyes beszéd megtanítására fejlesztették ki.
- Deseret-ábécé – az Utolsó Napi Szentek Jézus Krisztus Egyháza által az angol nyelv leírására megalkotott fonetikus írás. A magánhangzók és a mássalhangzók hangképző párjai hasonló alakúak.

### 20. század
- Shavi ábécé, Quikscript – angol nyelv.
- Tengwar (J. R. R. Tolkien által kitalált mesterséges írás) – Tolkien regényeiben használt mesterséges nyelvek; valamint a nyelvészprofesszor által kitalált egyéb mesterséges nyelvek és az angol számára.
- Jelírás (SignWriting) a jelnyelvek számára létrehozott természetes írásrendszer.
- Mandombe írás – több bantu nyelv számára.

### 21. század
- Ditema tsa Dinoko / Isibheqe Sohlamvu – Szotó és más déli bantu nyelvek számára.

## Részben megjelenítő írásrendszerek
Más írásrendszerek korlátozottan tartalmazhatnak megjelenítő jellegű elemeket. Sok latin ábécével írt nyelv leírására használnak mellékjeleket, és az ezekkel rendelkező betűket néha külön betűnek tekintik az adott ábécén belül. A lengyel ábécé például egyes palatális hangokat hegyes ékezettel jelöl. A török ábécé egy magánhangzó felett egy vagy két pont jelenlétével mutatja, hogy az egy elülső magánhangzó. A japán kana szótagírás dakuten néven ismert jelekkel jelzi a zöngés mássalhangzókat. A nemzetközi fonetikai ábécé (IPA) is tartalmaz néhány fonetikus elemet, például az implozívákra jellemző horgok és farok, ɓ ɗ ʄ ɠ ʛ, és a retroflex mássalhangzók (ʈ ɖ ɖ ʂ ʐ ɳ ɻ ɽ ɭ) jelei. Az IPA mellékjelei is fonetikus elemek. A Liszu nyelv leírására használt Fraser-írás a tenuis mássalhangzók ꓑ /p/, ꓔ /t/, ꓝ /ts/, ꓚ /tʃ/ és ꓗ /k/ betűit 180°-kal elforgatja, hogy jelezze az aspirációt.

## Fordítás
Ez a szócikk részben vagy egészben  a   Featural writing system című angol Wikipédia-szócikk ezen változatának fordításán alapul.  Az eredeti cikk szerkesztőit annak laptörténete sorolja fel. Ez a jelzés csupán a megfogalmazás eredetét és a szerzői jogokat jelzi, nem szolgál a cikkben szereplő információk forrásmegjelöléseként.